# Thar (fleuve)
Pour les articles homonymes, voir Thar.
Le Thar est un fleuve côtier français, dans le département de la Manche, en Normandie , qui se jette dans la Manche.

## Géographie

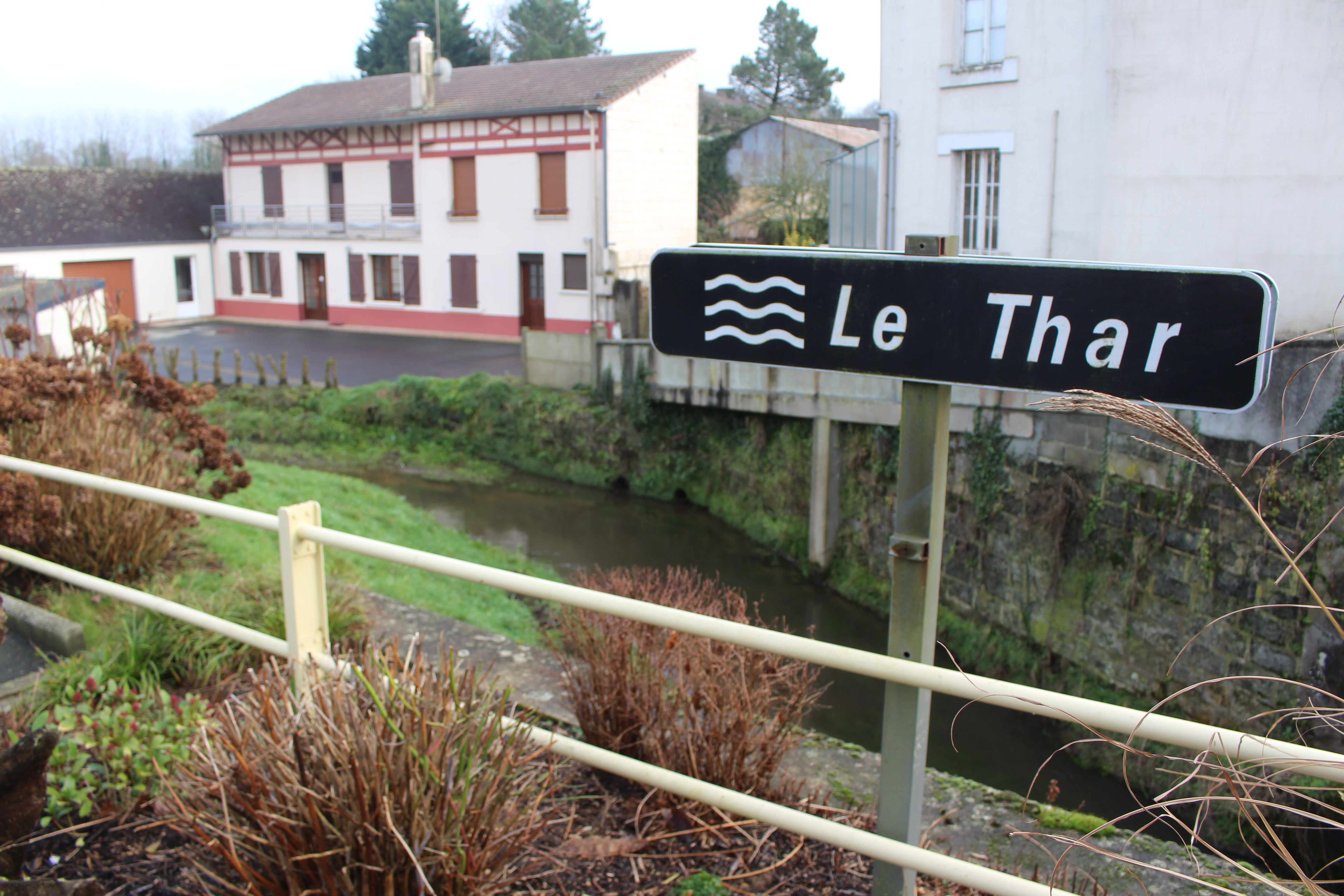
Le Thar à La Haye-Pesnel.

Le Thar est un fleuve côtier français de 24,8 km de long qui nait à l'est de La Haye-Pesnel, sur la limite des communes de La Mouche et du Tanu, arrose la mare de Bouillon et se jette à Saint-Pair-sur-Mer dans la baie du Mont-Saint-Michel.

### Communes et cantons traversés

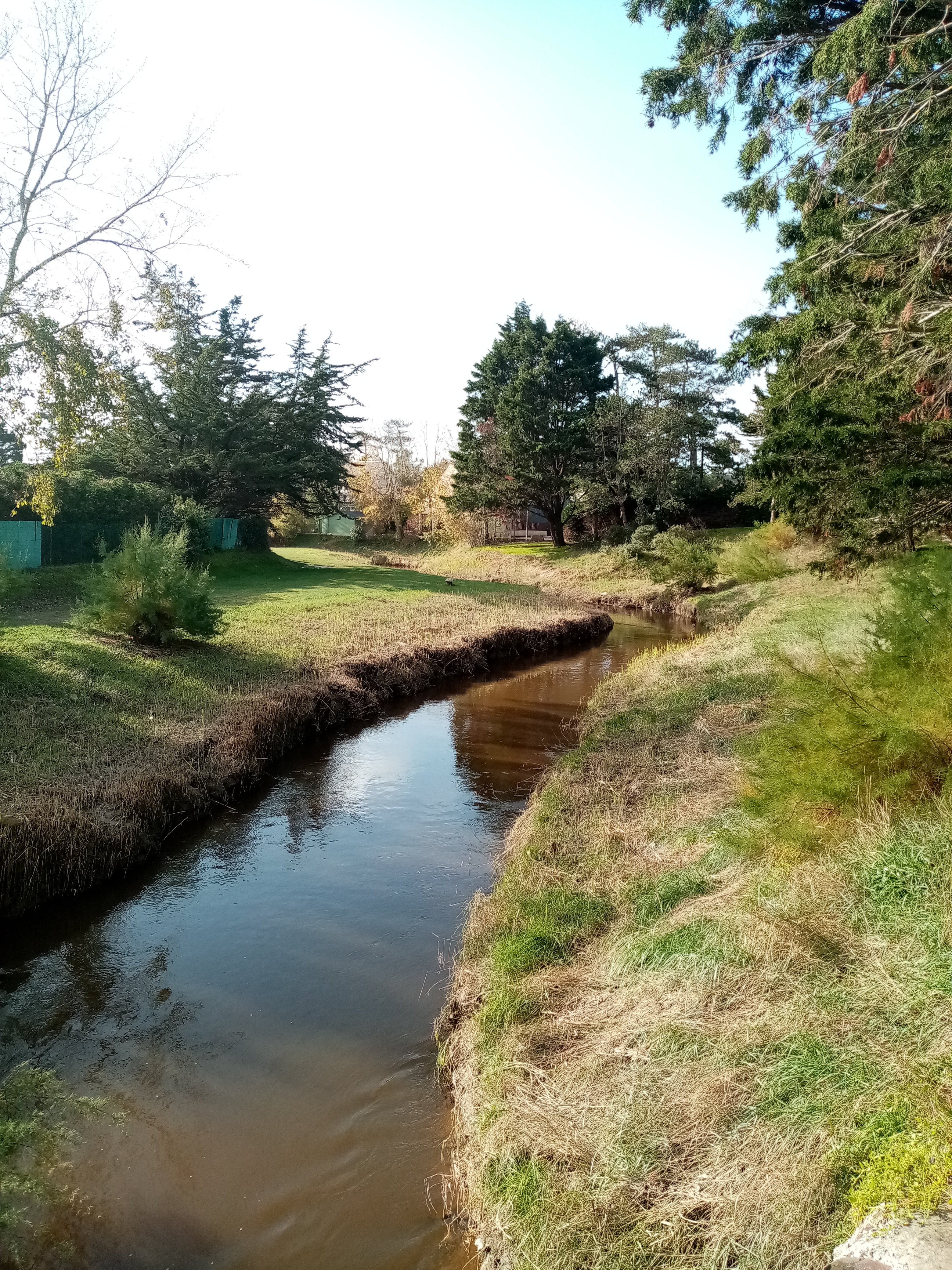
Le Thar à Kairon (commune de Saint-Pair-sur-Mer).

Dans le seul département de la Manche, le Thar traverse, dans le sens de l'amont vers l'aval, les onze communes du Tanu, de La Mouche, La Haye-Pesnel, Hocquigny, Folligny, La Lucerne-d'Outremer, Saint-Jean-des-Champs, Saint-Aubin-des-Préaux, Saint-Pierre-Langers, Jullouville et Saint-Pair-sur-Mer, où se trouve l'embouchure. Ces communes correspondent à trois anciens cantons et à quatre nouveaux.
Toujours en matière de cantons, le Thar prend source dans l'ancien canton de La Haye-Pesnel, actuellement canton de Villedieu-les-Poêles, traverse le nouveau canton de Bréhal, l'ancien canton de Sartilly, le nouveau canton d'Avranches, et a son embouchure dans le canton de Granville, le tout dans l'arrondissement d'Avranches.

### Bassin versant

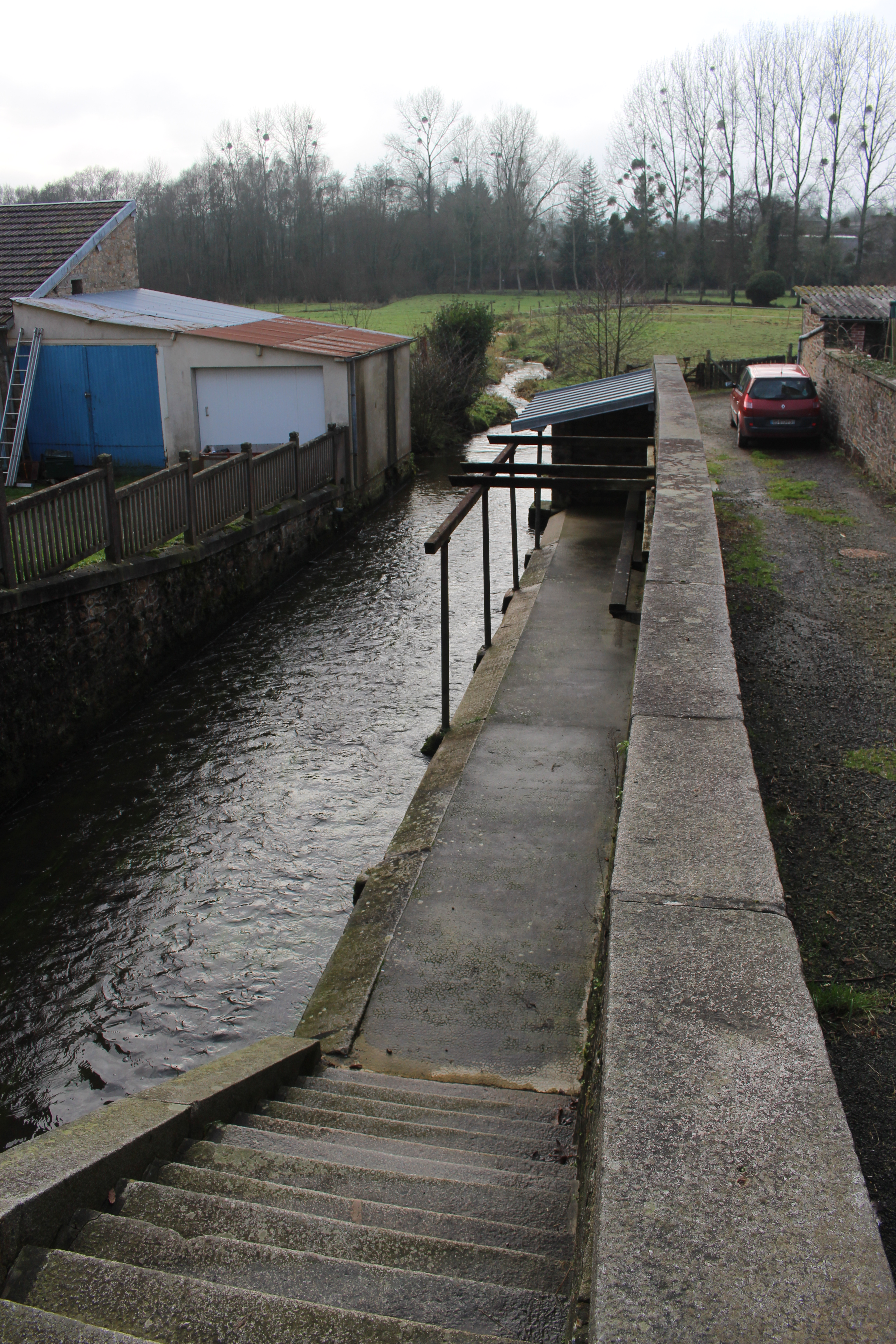
Le Thar à La Haye-Pesnel.

Le Thar traverse trois zone hydrographiques I770, I771 et I772, pour une superficie totale de 85 km2. Ce bassin versant est constitué à 87,31 % de « territoires agricoles », à 6,53 % de « forêts et milieux semi-naturels », à 6,23 % de « territoires artificialisés », à 0,38 % de « surfaces ene eau ».
Le bassin du Thar s'étale d'est en ouest entre les proches bassins de deux courts fleuves côtiers au nord, la Saigne et le Boscq, de la Sienne (par son affluent l'Airou) à l'est, de la Sée (Braize) au sud-est et de la Lerre et quelques plus courts fleuves côtiers au sud. L'embouchure est à l'ouest du bassin.

### Organisme gestionnaire
L'organisme gestionnaire est le SMBCG ou syndicat mixte des bassins versants côtiers Granvillais

## Affluents
Le Thar a trois affluents référencés :
- le ruisseau le Nelet (rive droite) 3,5 km sur les trois communes de Équilly, La Haye-Pesnel, et Hocquigny.
- le ruisseau de Laune (rive droite) 6 km sur les deux communes de Folligny et Saint-Jean-des-Champs.
- le ruisseau l'Allemagne (rive gauche) 9,4 km sur les six communes de Jullouville, La Lucerne-d'Outremer, La Rochelle-Normande, Saint-Pair-sur-Mer, Saint-Pierre-Langers et Sartilly avec trois affluents :
  - le ruisseau de la Vesquerie (rive gauche) 1,4 km sur les trois communes de La Rochelle-Normande, Saint-Pierre-Langers et Sartilly
  - le ruisseau de Claquerel (rive gauche) 3,2 km sur les trois communes d'Angey, Jullouville et Sartilly.
  - le ruisseau de Vaumoisson (rive gauche) 2,2 km sur la seule commune de Jullouville.

Son rang de Strahler est donc de trois.

## Hydrologie
Le Thar a trois stations hydrologiques implantées à Jullouville, dont deux depuis 2005, I7913649 Lézeaux, et I7913659 à la Mare de Bouillon, mais pour l'instant, sans statistiques publiées.

### Le Thar à Jullouville
Une station hydrologique est en service depuis juillet 1970 à Jullouville, la station I7913610 à 9 m d'altitude pour 73,1 km2 de superficie.
Le module ou moyenne annuelle de son débit y est de 0,997 m3/s

### Étiage ou basses eaux
À l'étiage, c'est-à-dire aux basses eaux, le VCN3, ou débit minimal du cours d'eau enregistré pendant trois jours consécutifs sur un mois, en cas de quinquennale sèche s'établit à 0,110 m3/s, ce qui représente un peu plus du dixième du module.

### Crues
Sur cette période d'observation, le débit journalier maximal a été observé le 16 novembre 1979 pour 12,70 m3/s. Le débit instantané maximal a été observé le 19 février 1978 avec 17,00 m3/s et la hauteur maximale instantanée de 164 cm soit 1,64 m, le 22 décembre 2012.
Le QIX 2 est de 7,8 m3/s, et le QIX 5 est de 11 m3/s. Tandis que le QIX 10 est de 14 m3/s, le QIX 20 est de 16 m3/s et le QIX 50 est de 19 m3/s.

### Lame d'eau et débit spécifique
La lame d'eau écoulée dans cette partie du bassin versant de la rivière est de 432 millimètres annuellement, ce qui est supérieur à la moyenne en France, à 300 mm/an. Le débit spécifique (Qsp) atteint 13,6 litres par seconde et par kilomètre carré de bassin.

## Aménagements et écologie
Le Thar fait l'objet d'un PRCE ou programme de rétablissement de la continuité écologique.